# FK Chmel Blšany
Az FK Chmel Blšany egy cseh labdarúgócsapat Blšany faluban, a legtöbben azért ismerik, mert több szezont játszott a Gambrinus ligában 1998 és 2006 közt. A klub jelenleg a cseh labdarúgás ötödik szintjén van, ahová a cseh negyedosztályból 2012-ben estek ki.
A klubot Sokol Blšany néven 1946-ban alapították. A csapat hazai mérkőzéseit a 2300 fő befogadására alkalmas Městský Stadionban játssza. Ez azt jelenti, ha Blšany falu összes lakosa kilátogat, még mindig 1500 szabad hely lesz.

## Története
Az FK Chmel Blšanyt 1946-ban alapították Sokol Blšany néven. Blšanyban hosszú ideig még csak amatőr futballt láthatott a közönség. 19878-ban a csapat megnyerte divízióját, három évvel később pedig már a harmadik csehszlovák ligában szerepelt. 1993-ban a FK Chmel Blšany (elterjedt becenevük szerint Chmelaři) elérte a másodosztályt, 1998-ban pedig az élvonalat. Az FK Blšany az 1998–99-es szezonban megdöbbentette Csehországot: a 6. helyen végzett. A 2005–06-os szezonban a csapat utolsó helyen végzett, és kiestek a másodosztályba. A 2006–07-es szezonban, az első kiesés utáni szezonjukban nyolcadik helyen végeztek, de kiestek a harmadvonalbeli ČFL-be, mivel pénzügyi gondjaik miatt nem kaptak licencet. Mindössze négy győzelmet arattak a ČFL 2007–2008-as szezonjában, és sorozatban a harmadik szezonban estek ki ligájukból. Nem javult a helyzet a 2008–09-es szezonban sem, amikor a 16 csapatos negyedvonalbeli Divize B 14. helyén végeztek, és sorozatban negyedszer estek ki. A 2009–10-es szezonban harmadikak lettek az ötödvonalbeli Ústí Region championship bajnokságban, és a 2004–2005-ös szezon óta először megúszták a kiesést. A 2010–11-es szezon végén a Blšany visszajutott a cseh negyedosztályba.
Korábbi ismertebb játékosok: Petr Čech (1999–2001) és Jan Šimák (1996–2000).

### Korábbi nevek
- 1946 – Sokol Blšany
- 1985 – JZD Blšany
- 1991 – SK Chmel Blšany
- 1992 – FK Chmel Blšany

## Edzők
- František Cipro (1992 – 1994)
- Zdeněk Ščasný (1995)
- Miroslav Beránek (1996 – 2001. december)
- Günter Bittengel (2001. december – 2003. október)
- Michal Bílek (2003. október – 2006. június)
- Přemysl Bičovský (2006. június – 2007)
- Josef Němec (2009 – )

## Sikerek
- Cseh 2. Liga (másodosztály)
  - Győztes 1997-98

## Fordítás
Ez a szócikk részben vagy egészben  a   FK Chmel Blšany című angol Wikipédia-szócikk ezen változatának fordításán alapul.  Az eredeti cikk szerkesztőit annak laptörténete sorolja fel. Ez a jelzés csupán a megfogalmazás eredetét és a szerzői jogokat jelzi, nem szolgál a cikkben szereplő információk forrásmegjelöléseként.

## Külső hivatkozások
- Hivatalos weboldal